# Ла Крочата (Ријети)
Ла Крочата је насеље у Италији у округу Ријети, региону Лацио.
Према процени из 2011. у насељу је живело 7 становника. Насеље се налази на надморској висини од 1139 м.